# 149. Feldausbildungs-Division
Die 149. Feldausbildungs-Division war eine deutsche Infanteriedivision im Zweiten Weltkrieg. 

## Geschichte

### Aufstellung
Die Division wurde, wie die Schwesterdivision 150. Feldausbildungs-Division, am 12. März 1945 als Feldausbildungs-Division durch den Oberbefehlshaber West in den Niederlanden vom Wehrkreis VI aufgestellt. Formal unterstand die Division ab April 1945 der 25. Armee. 
Bis Ende März konnte neben einem Regimentsstab noch drei Bataillone, ein Regiment und eine Batterie aufgestellt werden. 

### Kapitulation
Die Aufstellung und Ausbildung der Division wurde vor Kriegsende im Mai 1945 nicht mehr abgeschlossen. 

### Kommandeur
Kommandeur war der Generalleutnant Fritz Kühlwein. 

### Vermutliche Gliederung
- Feldausbildungs-Regiment 1301
- Feldausbildungs-Regiment 1302
- Feldausbildungs-Regiment 1303
- Divisionseinheiten 1449